# Ліван на зимових Олімпійських іграх 2002
Ліван брав участь у Зимових Олімпійських іграх 2002 року у Солт-Лейк-Сіті (США) після десятирічної перерви, утринадцяте за свою історію, але не завоював жодної медалі. Збірну країни представляли 2 учасники, з яких 1 жінка.